# Oonops longipes
Oonops longipes är en spindelart som beskrevs av Lucien Berland 1914. Oonops longipes ingår i släktet Oonops och familjen dansspindlar. Inga underarter finns listade i Catalogue of Life.